# Міколаєвиці (Великопольське воєводство)
Міколаєвиці (пол. Mikołajewice) — село в Польщі, у гміні Неханово Гнезненського повіту Великопольського воєводства.
Населення — 94 особи (2011).
У 1975—1998 роках село належало до Познанського воєводства.

## Демографія
Демографічна структура станом на 31 березня 2011 року:
|          | Загалом | Допрацездатний вік | Працездатний вік | Постпрацездатний вік |
| -------- | ------- | ------------------ | ---------------- | -------------------- |
| Чоловіки | 52      | 16                 | 34               | 2                    |
| Жінки    | 42      | 8                  | 26               | 8                    |
| Разом    | 94      | 24                 | 60               | 10                   |